# Yassine Salhi
Yassine Salhi (Casablanca, 3 ottobre 1987) è un calciatore marocchino, attaccante del Raja Casablanca.

## Carriera
Ha giocato diverse stagioni nella massima serie del campionato marocchino con il Raja Casablanca, con cui ha preso parte alla Coppa del mondo per club FIFA 2013.

## Palmarès

### Competizioni nazionali
- Campionato marocchino di calcio: 1

Raja Casablanca: 2012-2013